# Gueorgui Milliar
Gueorgui Frantsevitch Milliar (en russe : Георгий Францевич Милляр), né le 7 novembre 1903 à Guelendjik en Russie et mort le 4 juin 1993  à Moscou) est un acteur soviétique russe.

## Biographie
Gueorgui Milliar naît le 7 novembre 1903 à Guelendjik, dans le kraï de Krasnodar, en Russie. Il est le fils de Franz de Milieu, un constructeur de ponts français travaillant en Russie et d'Elizaveta Jouravliova, elle-même fille d'un mineur d'Irkoutsk. Le père de Gueorgui meurt alors qu'il a à peine trois ans. Sa mère déménage à Guelendjik. Après la révolution d'octobre, la mère de Gueorgui change leur nom de famille en Milliar et en supprime la particule afin d'éviter des ennuis avec les bolchéviques.
Gueorgui travaille au théâtre de Guelendjik. Il fait ses débuts sur scène par hasard en 1920, pour remplacer au dernier moment un acteur malade. C'est un succès, et, peu à peu, il devient un acteur connu en province. Il part ensuite étudier et travailler à Moscou au Théâtre de la Révolution, l'actuel théâtre Maïakovski, et poursuit sa carrière d'acteur de théâtre.
En 1938, le réalisateur Alexandre Rou propose à Gueorgui Milliar un rôle dans son film De par la Volonté du Brochet (По щучьему веленью, Po chtchoutchemou veleniou). C'est le début d'une collaboration et d'une amitié de trente ans, au cours desquels Milliar joue des rôles importants dans une trentaine de films, souvent des personnages merveilleux, démons, sorciers et même la sorcière Baba Yaga. Il participe également au doublage de nombreux films et dessins animés.
Gueorgui Milliar meurt le 4 juin 1993 à Moscou, à l'âge de 89 ans.

## Filmographie partielle
- 1938 : De par la Volonté du Brochet (По щучьему веленью, Po shchuchemu veleniyu) d'Alexandre Rou : tsar Gorokh
- 1939 : Vassilissa la Très Belle (Vasilisa prekrasnaya) : Baba Yaga
- 1940 : Les Sibériens (Сибиряки)
- 1940 : Salavat Yulayev (Салават Юлаев) de Yakov Protazanov
- 1941 : Le Petit Cheval bossu (film, 1941) (Konyok-gorbunok) : narrateur
- 1943 : Nous, de l'Oural (Мы с Урала) de Alexandra Khokhlova
- 1943 : Kochtcheï l'Immortel (Kashchey bessmertnyy) : Kochtcheï
- 1950 : Les Audacieux (Смелые люди) de Konstantin Youdine
- 1951 : Le Médecin de campagne (Сельский врач) de Sergueï Guerassimov : patient
- 1955 : Le Caniche blanc de Vladimir Chredel et Marianna Rochal
- 1955 : Le Taon (Овод) d'Aleksandr Faintsimmer : clochard
- 1958 : Les Nouvelles Aventures du chat botté (Новые похождения Кота в сапогах) de Alexandre Rou : bouffon
- 1959 : Le Destin d'un homme (Судьба человека) de Serguei Bondartchouk
- 1959 : L'Habile Maria (Марья-Искусница) d'Alexandre Rou : Kvak
- 1963 : Au royaume des miroirs déformants d'Alexandre Rou
- 1961 : Absolument sérieusement (Совершенно серьёзно), film à sketches d'Eldar Riazanov, Leonid Gaïdaï, Naum Trakhtenberg, Eduard Emoïro et Vladimir Semakov
- 1964 : Morozko (Морозко) d'Alexandre Rou : Baba Yaga
- 1964 : Le Miracle ordinaire d'Erast Garine : le bourreau
- 1967 : La Prisonnière du Caucase ou les Nouvelles Aventures de Chourik de Leonid Gaïdaï
- 1967 : Guerre et Paix de Serge Bondartchouk
- 1968 : Par feu et par flammes (Огонь, вода и… медные трубы) de Alexandre Rou : Kochtcheï, Baba Yaga
- 1969 : La Belle Barbara à la natte longue
- 1971 : Le Bien de la République (Достояние республики, Dostoyanie respubliki) de Vladimir Bytchkov (ru) : cheminot